# Бояка
Бояка́ (ісп. Boyacá) — департамент в центральній частині Колумбії.

## Адміністративний поділ

Провінції департаменту Бояка.

Департамент Бояка складається з 13 провінцій та 2-ох спеціальних  округи, які поділяються на 123 муніципалітети:
Провінції:
1. Центральна (Centro)
2. Гутієррес (Gutiérrez)
3. Ла-Лібертад (La Libertad)
4. Ленгупа (Lengupá)
5. Маркес (Márquez)
6. Нєіра (Neira)
7. Північна (Norte)
8. Західна (Occidente)
9. Східна (Oriente)
10. Рікаурте (Ricaurte)
11. Сугамухі (Sugamuxi)
12. Тундама (Tundama)
13. Валдеррама (Valderrama)

Спеціальні округи:
1. Спеціальна зона Манехо-де-Бояка (Zona de Manejo Especial de Boyacá)
2. Фронтерісо (Distrito Fronterizo)

## Природа
Департамент розташований на схилах Східної Кордильєри Колумбійських Андів та в її передгір'ї.
Клімат субекваторіальний. Пресічні температури в місті Тунха — 12,5-13,5 °C. Опадів 1500—2000 мм за рік.
Рослинність — гірські гілеї.

## Економіка
Основа економіки — сільське господарство. Вирощують головним чином пшеницю, кукурудзу, картоплю, квасолю, каву. Тваринництво м'ясного напрямку — скотарство, свинарство, вівчарство.
Видобуток вугілля, залізної руди, радіоактивних мінералів у відрогах Східної Кордильєри, нафти в долині річки Маґдалена, діамантів на заході.
Обробна промисловість розвинена слабко. Дрібні підприємства текстильної та харчової промисловості. Найбільше підприємство — металургійний комбінат з повним циклом в місті Пас-дель-Ріо.
Тунха зв'язана автошляхами та залізницею зі столицею країни.
Шаблон:Бояка